# The Phantom Agony
Pour le single, voir The Phantom Agony (chanson).
Albums de Epica
premier album Consign to Oblivion
(2005)
Singles
1. The Phantom Agony
Sortie : octobre 2003
2. Feint
Sortie : mai 2004
3. Cry for the Moon
Sortie : mai 2004

The Phantom Agony  est le premier album du groupe de metal symphonique néerlandais Epica, publié le 5 juin 2003 chez Transmission Records.
Premier album du groupe mais faisant preuve d'une certaine maturité. Le thème principal du disque est le danger de la manipulation au nom des religions. Il est notamment traité dans les trois titres constituant The Embrace that Smothers (à noter que les trois premières parties constituant cette série figurent dans l'album Prison of Desire du groupe After Forever auquel appartenait auparavant Mark Jansen).

## Liste des chansons
Toute la musique est composée par Mark Jansen.
| No  | Titre                                                 | Durée |
| --- | ----------------------------------------------------- | ----- |
| 1.  | Adyta (The Neverending Embrace ~ Prelude ~)           | 1:27  |
| 2.  | Sensorium                                             | 4:47  |
| 3.  | Cry for the Moon (The Embrace That Smothers, Part IV) | 6:44  |
| 4.  | Feint                                                 | 4:18  |
| 5.  | Illusive Consensus                                    | 4:59  |
| 6.  | Façade of Reality (The Embrace That Smothers, Part V) | 8:10  |
| 7.  | Run for a Fall                                        | 6:31  |
| 8.  | Seif al Din (The Embrace That Smothers, Part VI)      | 5:47  |
| 9.  | The Phantom Agony                                     | 9:00  |
| 10. | Triumph of Defeat (Bonus instrumental)                | 3:58  |